# 米村六兵衛
米村 六兵衛（よねむら ろくびょうえ/ろくべえ、生年不詳）は、戦国時代から江戸時代初期にかけての武将である。

## 略歴
大野治長の家老であり、大坂の陣では鴫野の戦いの際に諸士の働きの確認のため上杉景勝の陣に使者として赴いた。博労淵の戦いでは薄田兼相・平子正貞ら700の兵とともに徳川軍と交戦した。息子に米村次太夫がいる。